# Milan Novotny
Milan Novotny (* 11. Juni 1955 in Budweis) ist ein tschechisch-schweizerischer Musikpädagoge, Komponist und Akkordeonist.

## Werdegang
Mit neun Jahren hat Novotny angefangen, das Akkordeon zu spielen. Mit 15 Jahren hat er das Eintrittsexamen für das Konservatorium Pilsen bestanden. Dort studierte Novotny vier Jahre mit Hauptfach Akkordeon und den Nebenfächern Klavier, Harmonielehre, Kontrapunkt, Analyse, Musikgeschichte. Auch allgemeinbildende Fächer wie Geografie, Geschichte und Sprachen waren obligatorisch. Das Studium schloss er nach vier Jahren mit dem Abitur ab. Weitere zwei Jahre studierte Novotny zum Hauptfach noch Pädagogik, Psychologie, Ästhetik, Dirigieren u. a. und schloss mit dem sog. „Absolutorium“ das sechsjährige Studium ab. Während dieser Ausbildung nahm der Akkordeonist an verschiedenen nationalen und internationalen Wettbewerben teil, wobei er auch einige erste Preise gewann.
Von 1976 bis 1977 war Novotny als freier Musiker entweder als Solist oder als Begleiter tätig.
Im Jahre 1977 bestand er die Aufnahmeprüfung an die Hochschule für Musik Franz Liszt in Weimar (Deutschland), wo er während vier Jahren das Musikstudium vertiefen konnte. Akkordeonunterricht erhielt Novotny in den Klassen von Irmgard Krieg und Ivan Koval. Dieses Hochschulstudium schloss er im Jahre 1981 mit einer Diplomarbeit und verschiedenen Prüfungen ab.
Ab September 1981 unterrichtete Novotny Akkordeon am Konservatorium Pilsen. Seit Februar 1982 lebt Novotny in der Schweiz. Seit der Eröffnung der Akkordeonklasse in Freiburg (September 1982) unterrichtete er dieses Fach am dortigen Konservatorium bis zu seiner Pensionierung im Jahre 2015 und einen Tag pro Woche an der Musikschule Saanenland-Obersimmental. In der Schweiz hat Novotny an verschiedenen Konzerten als Solist teilgenommen. Seit 1990 widmete er sich ausschließlich der Lehrtätigkeit, komponiert und schreibt auch pädagogische Lehrmittel für dieses Instrument, besonders für das Akkordeon mit Baritonbässen.
Das Staatsarchiv des Kantons Freiburg führt ihn als einen der wichtigen zeitgenössischen Komponisten des Kantons. Seine Kompositionen veranlassten den Akkordeonisten Andreas Steiner zur Gründung des accorda Musikverlags, eines europaweit einzigartigen, auf Akkordeonmusik spezialisierten Musikverlags.

## Kompositionen
- In der Puszta – Ungarische Fantasie für Akkordeon-Orchester
- Ouverture romantique" für Akkordeon-Orchester
- Trois images – für Akkordeon-Orchester
- Espagnola – Paso Doble für Akkordeon-Orchester
- Fantasia classica – für Akkordeon-Orchester
- Alle tanzen Cha-Cha-Cha – für Akkordeon-Orchester
- Lustiges Wiedersehen – für Akkordeon-Orchester
- La Escalona – Paso Doble für Akkordeon-Orchester
- Riggisberger-Polka – für Akkordeon-Orchester
- Unter Freunden – Marsch für Akkordeon-Orchester
- Sonatine (alla Mozart) – für Akkordeon-Orchester
- Illusion – Konzerttango für Akkordeon-Orchester
- In der Puszta – Ungarische Fantasie für Akkordeon-Solo (Standard)
- Balkan Suite – für Akkordeon-Solo (Standard)
- Valaisienne – Valse Musette für Akkordeon-Solo (Standard)
- Sur la tour Eiffel – Valse Musette für Akkordeon-Solo (Standard)
- Musette pour Julien – Valse Musette für Akkordeon-Solo (Standard)
- Kleines Präludium – für Akkordeon-Solo (Standard)
- Toccata – für Akkordeon-Solo (Standard)
- Suiten Nr. 1 - 6 für Akkordeon-Solo (Standard)
- Suite Nr. 7 – für Akkordeon-Solo (Standard)
- Suite Nr. 8 (Schlossmusik) – für Akkordeon-Solo (Standard)
- Suite Nr. 9 – für Akkordeon-Solo (Standard)
- Suite Nr. 10 – für Akkordeon-Solo (Standard)
- Suite Nr. 11 – für Akkordeon-Solo (Standard)
- Suite Nr. 12 – für Akkordeon-Solo (Standard)
- Suite Nr. 13 – für Akkordeon-Solo (Standard)
- Suite Nr. 14 (Suite in F) – für Akkordeon-Solo (Standard)
- Suite Nr. 15 (Suite in G) – für Akkordeon-Solo (Standard)
- Präludium – für Akkordeon-Solo (Standard)
- Miniaturen – für Akkordeon-Solo (MIII)
- Musikalische Begegnungen – für Akkordeon-Solo (MIII)
- Szenen aus einem Kindertag – für Akkordeon-Solo (MIII)
- Fantasie et Tarentelle – für Akkordeon-Solo (MIII)
- Russische Impressionen – für Akkordeon-Solo (MIII)
- Fantasia classica – für Akkordeon-Solo (MIII)
- Concertino – für Akkordeon-Solo (MIII)
- Suite classique – für Akkordeon-Solo (MIII)
- Thème et variations (alla Kabalevsky) – für Akkordeon-Solo (MIII)
- Thème et variations – für Akkordeon-Solo (MIII)
- Thème et variations en sol majeur – für Akkordeon-Solo (MIII)
- Menuett pour Yves – für Akkordeon-Solo (MIII)
- Kinderspiele – für Akkordeon-Solo (MIII)
- Tiergeschichten – für Akkordeon-Solo (MIII)
- Steig ein – spiel mit (Band 1) – Akkordeon-Schule für MIII-Instrumente

Sämtliche Werke sind im accorda Musikverlag Schweiz veröffentlicht.